# Financiamento coletivo
Financiamento coletivo, também conhecido como crowdfunding, consiste na obtenção de capital para iniciativas de interesse coletivo através da agregação de múltiplas fontes de financiamento, em geral pessoas físicas interessadas na iniciativa. O termo é muitas vezes usado para descrever especificamente ações na Internet com o objetivo de arrecadar dinheiro para artistas, jornalismo cidadão, pequenos negócios e empresas emergentes, campanhas políticas, iniciativas de software livre, filantropia e ajuda a regiões atingidas por desastres, entre outros.
É usual que seja estipulada uma meta de arrecadação que deve ser atingida para que o projeto seja viabilizado. Caso os recursos arrecadados sejam inferiores à meta, o projeto não é financiado e o montante arrecadado volta para os doadores. Segundo Vinicius Maximiliano, autor da primeira obra literária no Brasil sobre o tema, "De forma mais simplista, nada mais é do que utilizar sua rede social digital para, através da divulgação também digital do seu projeto, pedir doações em troca de prêmios para pessoas que gostariam que o objetivo fosse alcançado. Um grande valor rateado por milhares torna-se muito pouco para quem contribui, por, muito para quem, somando todos, recebe. Este é o principio básico do financiamento coletivo.
Para facilitar o estudo, pode ser dividido em 4 ou 5 segmentos maiores, que representam os objetivos de cada tipo de projeto e de resultados a serem alcançados, sendo mais comuns: o financiamento filantrópico ou para projetos sociais; o financiamento de produtos ou serviços, existentes ou em desenvolvimento; o financiamento para a abertura de nova empresas; o financiamento de empréstimos para pessoas ou empresas; e o financiamento em investimento imobiliário.
Cada um desses formatos possui características próprias, de acordo com cada país, já que a existência de legislação especifica sobre o tema ainda é bastante restrito. Todos os segmentos porém, já possuem referências mundiais e projetos bem sucedidos, em todas as esferas. No Brasil, os mais comuns e bem sucedidos estão na seara social, filantrópica e produtos e serviços. Já o segmento de equity está dando seus primeiros passos e indica um crescimento estruturado nos próximos anos.
A ideia do financiamento coletivo não é focar na carência de um projeto, mas em sua potência. Além disso, sua força está em envolver recompensas criativas para os colaboradores. A estratégia de criação de recompensas destinadas aos colaboradores, apesar de não ser obrigatória em campanhas, mostra-se como uma contrapartida, reforçando o conceito da relação de ganha-ganha, defendido por Bernardo Toro, filósofo e educador colombiano. 
Em Portugal está regulamentado através do Regime jurídico do financiamento colaborativo (Lei n.º 102/2015, de 24 de agosto).

## História
O termo inglês crowdfunding parece ter sido criado pelo empresário americano Michael Sullivan, entusiasta de projetos desse tipo, em 2006, mas o uso de financiamento coletivo tem um antigo precedente para arrecadação de fundos para filantropia. Iniciativas como o concerto Live Aid e iniciativas de doação como o Teleton e o Criança Esperança são exemplos de uso relativamente recente. Outros exemplos são a arrecadação de dinheiro para regiões atingidas por enchentes no Brasil em Santa Catarina (2008), Alagoas e Pernambuco (2010) e Rio de Janeiro (2011).

O financiamento coletivo recebeu atenção renovada para outros fins com o advento da Internet quando transações financeiras de longa distância e sistemas de  micropagamento se tornaram viáveis e de baixo custo, e a agregação de um número grande de pessoas físicas ao redor do mundo interessadas em um certo assunto se tornou factível. Um dos usos pioneiros de financiamento coletivo foi para financiamento de artistas, como a campanha realizada pela banda britânica Marillion para produzir álbuns e financiar turnês a partir de 1997. A indústria de filmes também iniciou projetos similares, como a produção do filme The Age of Stupid pelos produtores franceses Guillaume Colboc e Benjamin Pommeraud.
A primeira empresa a se envolver neste modelo de negócio foi o site americano ArtistShare (2001). À medida que o modelo amadureceu, mais sites de crowdfunding começaram a aparecer na web, como Kiva (2005), The Point (2008, precursor do Groupon), Indiegogo (2008), Kickstarter (2009), Vakinha (2009), GoFundMe (2010), Microventures (2010), YouCaring (2011), Catarse (2011), e Redshine Publication (2012) para publicação de livros.
No Brasil, o cineasta Walter Carvalho pretende utilizar esta forma de financiamento para produção do documentário Raul - O Início, o Fim e o Meio. Outro longa-metragem brasileiro, bastante conhecido, que usaram o método de financiamento foi Colegas, que pediu a ajuda do público para arrecadar R$ 100 mil e acabou recebendo menos de R$ 10 mil. Segundo o diretor, Marcelo Galvão o financiamento coletivo acaba sendo uma prática usada mais para pequenos projetos. Entretanto, essa ideia é bastante discutível. Em 2016 e 2017, os documentários brasileiros O Jardim das Aflições e Bonifácio: O Fundador do Brasil arrecadaram, cada, mais de 300 mil reais em financiamento coletivo.
Usando a plataforma Kickstarter, a Pebble, uma empresa que desenvolve relógios inteligentes, lançou em 2015 um novo produto, o Pebble Time, e decidiu recorrer ao financiamento coletivo. Em apenas 30 minutos, obteve US$ 1 milhão. Ao final de seis horas, tinha captado mais de US$ 6 milhões (aproximadamente 5,2 milhões de euros). E não foi a primeira vez em que a Pebble captou altas somas de financiamento para projetos. Aparentemente, faz diferença o apelo do produto, e o tipo de público.
O modelo de financiamento coletivo já foi usado até mesmo em projetos privados de pesquisa espaciais. Talvez o mais famoso deles seja o Mars One, que arrecadou mais US$313 mil na plataforma de financiamento coletivo americana Indiegogo.

## Mercado
As diversas modalidades de financiamento coletivo já são responsáveis por movimentar mais de US$ 65 bilhões na economia mundial anualmente. Este mercado vem apresentando um crescimento anual superior à 20%.
No Brasil, cerca de 80 plataformas já testaram esse modelo, inclusive algumas já em acordo com as Leis de Incentivo existentes no país, como é o caso da Evoé, uma plataforma que funciona adequada ao modelo da Lei Rouanet e outras leis de incentivo municipais e estaduais. Apesar da diminuição do número total de sites com campanhas ativas, as plataformas que estão em funcionamento relatam crescimento de projetos inscritos e arrecadação, indicando a consolidação do setor. No primeiro semestre de 2015, o Projeto Catarse, primeiro ambiente online de financiamento coletivo para projetos de empreendedorismo no Brasil, levantou R$ 31 milhões em contribuições para os projetos cadastrados em sua plataforma.

## Vaquinha
Vaquinha (ou fazer uma vaquinha) é uma expressão idiomática do português que denota a ideia de coletar dinheiro entre diversas pessoas para atingir a um propósito.
Existem diversas origens etimológicas para o termo, uma delas surgiu na década de 1920, e estaria relacionada do futebol e do jogo do bicho. Naquela época, no Rio de Janeiro os jogadores não ganhavam salário fixo e muitos ganhavam de acordo com o resultado da partida de futebol. Como não se sabia o certo o valor que iria receber, os valores eram geralmente associados aos números do jogo do bicho. Se conseguissem cinco mil réis, por exemplo, chamavam o prêmio de cachorro --- pois o número 5 é o número do animal no jogo do bicho. E vinte e cinco mil réis, o prêmio máximo, era chamado de vaca.